# برادفورد هيل
برادفورد هيل (بالإنجليزية: Bradford Hill)‏ هو سياسي أمريكي، ولد في 22 يناير 1967 في بوسطن في الولايات المتحدة. حزبياً، نشط في الحزب الجمهوري. وقد انتخب عضو مجلس نواب ماساتشوستس.